# Malanka
Malanka (ukrainien : Маланка ou Щедрий Вечір, Chtchedry vechir) est une fête folklorique ukrainienne célébrée le 13 janvier (31 decembre), qui est la veille du Jour de l'an selon le calendrier julien.

## L'histoire originelle de Malanka
Le Nouvel An ukrainien a obtenu le nom de Malanka d'un conte populaire christianisé d'origine païenne, tel que recueilli et publié par un ethnologue ukrainien. L'histoire est basée sur le dieu créateur Praboh, ses quatre fils et sa fille.
Un de ses fils était le Diable, le second était Saint George[Lequel ?] (Yar-Yarylo), le troisième Saint Jean[Lequel ?] (Rai) et le quatrième s'appelait Lad ou Myr (Paix). La fille unique est une déesse de la terre nommée Lada, qui a eu deux enfants: un fils appelé Lune et une fille appelée "Printemps-Mai", plus tard appelée Mylanka parce qu'elle était aimante (мила). En tant que Mère Nature, elle était responsable de la floraison des fleurs et de la verdure du printemps. 
Dans une version du mythe d'Hadès et de Perséphone, l'oncle maléfique de Mylanka (le Diable) désirait sa présence dans les enfers et l'enleva un jour quand la Lune chassait. Pendant qu'elle était partie, la Terre a été laissée sans printemps et une fois qu'elle a été libérée des vices du Diable, les fleurs ont commencé à fleurir et la verdure s'est répandue autour du monde. Les Ukrainiens célèbrent Malanka pour symboliser l'arrivée du printemps.

## Traditions ukrainiennes

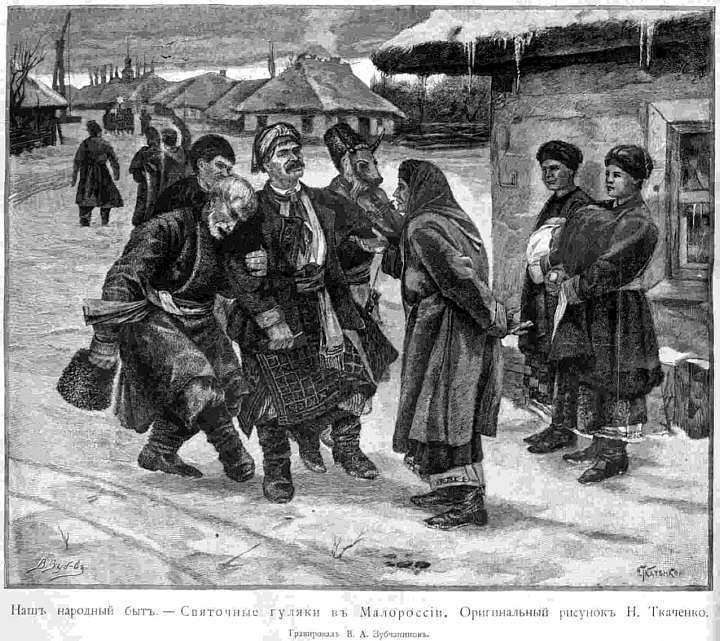
Rite Driving Malanka en Ukraine, 1894

Malanka commémore la fête de Sainte-Mélanie la Jeune. Ce soir-là, en Ukraine, les chanteurs de chant allaient traditionnellement de maison en maison jouer des farces ou jouer une petite pièce de théâtre (similaire à Vertep), avec un célibataire vêtu de vêtements féminins qui menait la troupe. Aujourd'hui, les Ukrainiens du monde entier suivent toujours cette tradition, mais avec des variations différentes qui ont été transmises par leurs ancêtres. Les gens se rassemblent en groupes, vêtus de vêtements traditionnels ukrainiens et tenant des accessoires comme  une étoile, font du porte-à-porte avec leurs voisins, leur famille et leurs amis les plus proches. C'est ce qu'on appelle une Koliada, qui commence le 6 janvier, la veille de la fête de Noël (Sviatéï Vètchir) selon le calendrier julien, suivi par une partie des Eglises orthodoxes, et se termine le 19 janvier. Traditionnellement, la première chose à faire lorsque vous êtes invité dans la maison familiale est d'amener l'aîné des hommes à jeter des grains de blé autour de l'entrée, ce qui offre à la famille le bonheur, la santé, l'amour, la chance et plus encore. Alors que le mâle lance le grain de blé, il récite un verset (вірш). Une fois cela terminé, les autres chanteurs se joignent aux chants. Chaque personne envoie des vœux à la famille à travers ces versets, ils jouent de petits sketchs entrecoupés de chants traditionnels ukrainiens (Kolyadka).

## Célébrations de Malanka
Pour perpétuer la tradition, les organisations ukrainiennes ont créé des événements dans les salles de banquet pour aider à célébrer Malanka. Ces événements se produisent généralement une semaine après la veille de Noël, mais ne tombent pas nécessairement le 13 ou le 14 janvier. Cela rassemble toute la communauté et permet à chacun de s'amuser tout en respectant son milieu culturel. Les gens viennent à ces événements prêts à socialiser et à célébrer la nouvelle année avec leurs amis et leur famille. L'événement se compose d'un bon dîner, de tirages au sort et de prix à gagner et se termine par une Zabava. À minuit, quand tout le monde célèbre le Nouvel An, la polka individuelle et en couple est arrêtée et le Kolomyjka commence. Quand le Kolomyjka est terminé, tout le monde recommence à danser et continue à faire la fête toute la nuit. Malanka est souvent la dernière occasion de faire la fête avant la période solennelle du Carême qui précède Pâques.